# The shining (Gandalf)
The shining is een studioalbum van Gandalf en Galadriel. Het album werd al midden jaren tachtig opgenomen, maar kwam pas na een aantal jaren uit. In 1984 eindigde het platencontract van Gandalf bij Warner Music Group, in 1987 verscheen nieuw werk via Sony. The shining kwam uit op Gandalfs eigen platenlabel Seagull Music. De zang werd verzorgd door Pippa Armstrong, onder de naam Galadriel. Galadriel is net als Gandalf een personage uit Tolkiens In de ban van de ring. Opnamen vonden plaats in Electric Mind geluidsstudio in Oostenrijk.  

## Musici
- Gandalf, zijnde Heinz Ströbl – toetsinstrumenten, gitaar, percussie, basgitaar
- Galadriel, zijnde Pippa Armstrong – zang
- Peter Aschenbrenner – saxofoon (10)
- Gerry Burda – basgitaar (5, 7, 8)
- Lenny Dickson – slagwerk (2, 5, 7, 8, 10, 11)
- Robert Julian Horky – dwarsfluit (2, 9, 11)
- Karin Raab – achtergrondzang (10)

## Muziek
| Nr. | Titel                              | Duur |
| --- | ---------------------------------- | ---- |
| 1.  | Breathing, part 1 (instrumentaal)  | 2:48 |
| 2.  | It’s a new life                    | 4:02 |
| 3.  | The eternal stream (instrumentaal) | 5:20 |
| 4.  | The shining                        | 4:15 |
| 5.  | Fooling time                       | 5;58 |
| 6.  | Mystery (instrumentaal)            | 3:55 |
| 7.  | Wake up my son                     | 4:59 |
| 8.  | Once upon a time                   | 5:58 |
| 9.  | Children’s games                   | 4:26 |
| 10. | Way home                           | 3:55 |
| 11. | King of Delusia                    | 6:20 |
| 12. | Breathing, part 2 (instrumentaal)  | 2:10 |

Tracks 7 en 8 werden aangemerkt als zijn niet eerder uitgebrachte muziek. 